# العلاقات الكونغوية السلوفاكية
العلاقات الكونغولية السلوفاكية هي العلاقات الثنائية التي تجمع بين جمهورية الكونغو وسلوفاكيا.

## مقارنة بين البلدين
هذه مقارنة عامة ومرجعية للدولتين:
| وجه المقارنة                                              | [[تصنيف:صفحات تستخدم رمز علم غير موجود\|]] جمهورية الكونغو | سلوفاكيا                                                       |
| --------------------------------------------------------- | ---------------------------------------------------------- | -------------------------------------------------------------- |
| المساحة (كم2)                                             | 342.00 ألف                                                 | 49.03 ألف                                                      |
| عدد السكان (نسمة)                                         | 5.26 مليون                                                 | 5.44 مليون                                                     |
| الكثافة السكانية (ن./كم²)                                 | 15.38                                                      | 110.95                                                         |
| العاصمة                                                   | برازافيل                                                   | براتيسلافا                                                     |
| اللغة الرسمية                                             | لغة فرنسية                                                 | اللغة السلوفاكية                                               |
| العملة                                                    | فرنك وسط أفريقي                                            | كرونة سلوفاكية، يورو                                           |
| الناتج المحلي الإجمالي (بليون دولار)                      | 8.72 مليار                                                 | 95.77 مليار                                                    |
| الناتج المحلي الإجمالي (تعادل القوة الشرائية) بليون دولار | 29.48 مليار                                                | 162.34 مليار                                                   |
| الناتج المحلي الإجمالي الاسمي للفرد دولار أمريكي          | 1.85 ألف                                                   | 16.09 ألف                                                      |
| الناتج المحلي الإجمالي للفرد دولار أمريكي                 |                                                            | 30.46 ألف                                                      |
| مؤشر التنمية البشرية                                      | 0.591                                                      | 0.844                                                          |
| رمز المكالمات الدولي                                      | +242                                                       | +421                                                           |
| رمز الإنترنت                                              | .cg                                                        | .sk                                                            |
| المنطقة الزمنية                                           | ت ع م+01:00                                                | توقيت وسط أوروبا، ت ع م+01:00، ت ع م+02:00، أوروبا/براتيسلافا ‏ |

## منظمات دولية مشتركة
يشترك البلدان في عضوية مجموعة من المنظمات الدولية، منها:
| علم المنظمة | اسم المنظمة                               | تاريخ انضمام جمهورية الكونغو | تاريخ انضمام سلوفاكيا |
| ----------- | ----------------------------------------- | ---------------------------- | --------------------- |
|             | البنك الدولي للإنشاء والتعمير             | 10 يوليو 1963                | 1993                  |
|             | يونسكو                                    | 24 أكتوبر 1960               | 9 فبراير 1993         |
|             | منظمة التجارة العالمية                    | ?                            | ?                     |
|             | وكالة ضمان الاستثمار متعدد الأطراف        | 16 أكتوبر 1991               | 1993                  |
|             | منظمة الشرطة الجنائية الدولية             | ?                            | ?                     |
|             | مؤسسة التمويل الدولية                     | 1 أكتوبر 1980                | 1993                  |
|             | الأمم المتحدة                             | 20 سبتمبر 1960               | 19 يناير 1993         |
|             | مؤسسة التنمية الدولية                     | 8 نوفمبر 1963                | 1993                  |
|             | الفريق المعني برصد الأرض                  | ?                            | ?                     |
|             | منظمة حظر الأسلحة الكيميائية              | ?                            | ?                     |
|             | المركز الدولي لتسوية المنازعات الاستشارية | 14 أكتوبر 1966               | 26 يونيو 1994         |

## وصلات خارجية
- موقع وزارة الخارجية السلوفاكية